# Храброво (Добрицька область)
Хра́брово (болг. Храброво) — село в Добрицькій області Болгарії. Входить до складу общини Балчик.

## Населення
Динаміка населення:

### Перепис населення Румунії (1930)
Національний склад населення за даними перепису 1930 року у Румунії:
| Національність | Кількість осіб | Відсоток |
| -------------- | -------------- | -------- |
| румуни         | 172            | 50,29 %  |
| болгари        | 136            | 39,77 %  |
| турки          | 34             | 9,94 %   |

Мовний склад населення за даними перепису 1930 року:
| Мова       | Кількість осіб | Відсоток |
| ---------- | -------------- | -------- |
| румунська  | 170            | 49,71 %  |
| болгарська | 138            | 40,35 %  |
| турецька   | 34             | 9,94 %   |

### Перепис населення Болгарії (2011)
За даними перепису населення 2011 року у селі проживали 76 осіб.
Національний склад населення села:
| Національність   | Кількість осіб | Відсоток |
| ---------------- | -------------- | -------- |
| болгари          | 59             | 79,7%    |
| турки            | 14             | 18,9%    |
| Всього відповіли | 74             |          |

Розподіл населення за віком у 2011 році: